# 1649

## أحداث
- تأسيس مدينة رآهي وتقع حاليا في فنلندا.
- تأسيس مدينة لابينرنتا وتقع حاليا في فنلندا.
- بداية الحرب الأهلية الإنجليزية الثالثة في 1649 والتي انتهت في 1651.
- 27 يناير: الملك تشارلز الأول ملك إنجلترا واسكتلندا وأيرلندا تمت إدانته بتهمة الخيانة العظمى في محكمة علنية. وقطع رأسه بعد ثلاثة أيام في قاعة المضافة في قصر وايتهول في لندن.
- 15 أغسطس: أوليفر كرومويل يصل دبلن ليبدأ حملته في أيرلندا.
- وبعد وفات الإمام الأول للدولة اليعربية العمانية الإمام ناصر بن مرشد اليعربي انتخب العلماء الإمام سلطان بن سيف اليعربي اماما جديدا للدولة اليعربية

## مواليد
- بندكت الثالث عشر
- جبريل دانيال مؤرخ فرنسي
- جوزيف فرانسوا زالومون ملحن فرنسي
- جون بيندكت سياسي من الولايات المتحدة الأمريكية
- دانيال إريك ملحن ألماني
- دوق مونمث
- زيد بن مرخان بن وطبان حاكم إمارة الدرعية
- فريدريكا أمالي أميرة الدنمارك
- كليمنت الحادي عشر
- ماري آن مانشيني
- ويليام غيفورد (سياسي) سياسي بريطاني
- يوهان ويلهلم بيترسن ثيولوجي ألماني

## وفيات
- ثيودوروس شريفيليوس
- ريتشارد كراشو.
- الإمام ناصر ين مرشد اليعربي.
- إبراهيم بيسيفي، مؤرخ بوسني من الإمبراطورية العثمانية.